# Afrobrunnichia africana
Afrobrunnichia africana là một loài thực vật có hoa trong họ Rau răm. Loài này được (Welw.) Hutch. & Dalziel mô tả khoa học đầu tiên năm 1928.